# L'Année des mariages
Pour plus de détails, voir Fiche technique et Distribution.
L'Année des mariages (The Wedding Year) est un film américain réalisé par Robert Luketic, sorti en 2019.

## Fiche technique
- Titre : L'Année des mariages
- Titre québécois : L'année de tous les mariages
- Titre original : The Wedding Year
- Réalisation : Robert Luketic
- Scénario : Donald Diego
- Photographe : Tom Banks
- Montage : Beatrice Sisul et Peggy Eghbalian
- Musique : Raney Shockne
- Producteurs : Gary Lucchesi, Marc Reid et Mark Korshak
- Sociétés de production : Lakeshore Entertainment et Off The Dock
- Société de distribution : Freestyle Digital Media / Entertainment Studios Motion Pictures (États-Unis), VVS Films (Québec), Amazon Prime Vidéo (France)
- Pays d'origine :  États-Unis
- Genre : Comédie romantique
- Dates de sortie :
  - États-Unis : 20 septembre 2019
  - France : 6 février 2020 (sur Amazon Prime Vidéo)

## Distribution
- Tyler James Williams (VF : Mike Fédée ; VQ : Adrien Bletton) : Jake Harrison
- Sarah Hyland (VF : Laetitia Coryn ; VQ : Catherine Brunet) : Mara Baylor
- Jenna Dewan (VF : Marie Bouvet ; VQ : Annie Girard) : Jessica
- Matt Shively (VF : Alexis Ballesteros ; VQ : Louis Lacombe-Petrowski) : Alex
- Anna Camp (VF : Patricia Spehar ; VQ : Kim Jalabert) : Ellie
- Noureen DeWulf (VF : Elise Vigné) : Boss Queen
- Wanda Sykes : Janet/Grandma
- Keith David : Preston
- Grace Helbig (en) : Kelly
- Benton Jennings (en) : Waiter
- Darlene Vogel : Mother
- Patrick Warburton : Michael
- Kristen Johnston : Barbara
- Camille Hyde (VF : Aurélie Konaté) : Nicole
- Zora Bikangaga (VF : Geoffrey Loval ; VQ : Fayolle Jean Jr.) : Robbie
- Laci Mosley (en) (VF : Déborah Claude ; VQ : Véronique Marchand) : Violet
- Tom Connolly (VF : Nicolas Hardy) : Zak
- Jimmy Walker Jr. (VF : Stéphane Boucher) : Pasteur Watkins